# Monsieur Tric
Monsieur Tric (appelé aussi Professeur Tric ou encore Monsieur Troc dans certaines histoires parues en France) est une série de bande dessinée franco-belge humoristique, créée en  1950 par Bob de Moor. René Goscinny écrira neuf scénarios pour la série.

## Naissance de la série
Le personnage de Monsieur Tric est né de l'imagination de Bob de Moor en 1950. En 1957 et 1958, débordé par ses multiples collaborations au sein des Studios Hergé, l'auteur collabore avec René Goscinny le temps de neuf épisodes.
La série vivra de multiples épisodes jusqu'en 1983.

## Synopsis
Monsieur Tric est professeur à la Sorbonne. Bonhomme ingénu doté d'un optimisme inébranlable, il ne produit que des catastrophes autour de lui. Les multiples situations dans lesquelles sa maladresse lui joue des tours sont variées ; Bob de Moor disait même : « Toutes ces brèves mésaventures du Professeur Tric sont pour moi autant de croquis achevés, si je puis dire. Ce qui m'intéresse d'abord, c'est le nombre de situations différentes auxquelles je peux les mêler. »

## Épisodes
La série comporte 67 épisodes différents, d'une longueur de deux ou trois planches :
| N° de l'épisode | Titre de l'épisode                              | Publication d'origine                                                       |  |
| --------------- | ----------------------------------------------- | --------------------------------------------------------------------------- |  |
| 1               | Les semelles ensorcelées                        | Journal de Tintin (belge) no 8/50 du 23 février 1950                        |  |
| 2               | Allumage difficile                              | Journal de Tintin (belge) no 10/50 du 9 mars 1950                           |  |
| 3               | Coup de vent                                    | Journal de Tintin (belge) no 11/50 du 16 mars 1950                          |  |
| 4               | La paix, de grâce !                             | Journal de Tintin (belge) no 12/50 du 23 mars 1950                          |  |
| 5               | Jardinage                                       | Journal de Tintin (belge) no 17/50 du 27 avril 1950                         |  |
| 6               | Agression nocturne                              | Journal de Tintin (belge) no 18/50 du 4 mai 1950                            |  |
| 7               | Pique-nique                                     | Journal de Tintin (belge) no 20/50 du 18 mai 1950                           |  |
| 8               | Une couleur dangereuse                          | Journal de Tintin (belge) no 27/50 du 6 juillet 1950                        |  |
| 9               | Pêche miraculeuse                               | Journal de Tintin (belge) no 28/50 du 13 juillet 1950                       |  |
| 10              | Gare à la mine !                                | Journal de Tintin (belge) no 30/50 du 27 juillet 1950                       |  |
| 11              | Camouflage                                      | Journal de Tintin (belge) no 37/50 du 14 septembre 1950                     |  |
| 12              | Erreur sur la personne                          | Journal de Tintin (belge) no 38/50 du 21 septembre 1950                     |  |
| 13              | L'ami des bêtes                                 | Journal de Tintin (belge) no 40/50 du 5 octobre 1950                        |  |
| 14              | Medellisme                                      | Journal de Tintin (belge) no 52/50 du 28 décembre 1950                      |  |
| 15              | Un fin gourmet                                  | Journal de Tintin (belge) no 6/51 du 7 février 1951                         |  |
| 16              | Il faut savoir se borner                        | Journal de Tintin (belge) no 7/51 du 14 février 1951                        |  |
| 17              | Pauvre Médor !                                  | Journal de Tintin (belge) no 8/51 du 21 février 1951                        |  |
| 18              | Le château hanté                                | Journal de Tintin (belge) no 12/51 du 21 mars 1951                          |  |
| 19              | Un malheur ne vient jamais seul                 | Journal de Tintin (belge) no 39/51 du 26 septembre 1951                     |  |
| 20              | Miracle dans la forêt                           | Journal de Tintin (belge) no 35/52 du 27 août 1952                          |  |
| 21              | Sus aux pirates !                               | Journal de Tintin (belge) no 18/53 du 6 mai 1953                            |  |
| 22              | La moto volante                                 | Journal de Tintin (français) no 262 du 29 octobre 1953                      |  |
| 23              | Monsieur Tric aux sports d'hiver                | Journal de Tintin (belge) no 51/53 du 23 décembre 1953                      |  |
| 24              | La cloche volante                               | Journal de Tintin (belge) no 15/54 du 14 avril 1954                         |  |
| 25              | L’assaut de Ravenburg                           | Journal de Tintin (belge) no 21/54 du 26 mai 1954                           |  |
| 26              | Le sous-marin fantastique                       | Journal de Tintin (belge) no 24/54 du 16 juin 1954                          |  |
| 27              | Noël à Tathikiki                                | Journal de Tintin (belge) no 51/54 du 22 décembre 1954                      |  |
| 28              | Une course de ballons mouvementée               | Journal de Tintin (français) hors-série Sélection du 1er janvier 1955       |  |
| 29              | La fanfare Ste Cécile                           | Journal de Tintin (belge) no 14/55 du 6 avril 1955                          |  |
| 30              | Le dernier piéton                               | Journal de Tintin (français) no 360 du 15 septembre 1955                    |  |
| 31              | Va toujours                                     | Journal de Tintin (belge) no 46/55 du 16 novembre 1955                      |  |
| 32              | Monsieur Tric l'africain                        | Journal de Tintin (belge) no 8/56 du 22 février 1956                        |  |
| 33              | Les aventures de Monsieur Tric et de Sauterelle | Journal de Tintin (belge) no 10/56 du 7 mars 1956                           |  |
| 34              | Monsieur Tric et les fantômes                   | Journal de Tintin (belge) no 15/56 du 11 avril 1956                         |  |
| 35              | Monsieur Tric fait des crêpes                   | Journal de Tintin (belge) no 18/56 du 2 mai 1956                            |  |
| 36              | Monsieur Tric tapissier                         | Journal de Tintin (belge) no 25/56 du 20 juin 1956                          |  |
| 37              | Monsieur Tric et la tondeuse                    | Journal de Tintin (belge) no 33/56 du 15 août 1956                          |  |
| 38              | Monsieur Tric et la lessiveuse                  | Journal de Tintin (belge) no 10/56 du 7 mars 1956                           |  |
| 39              | Monsieur Tric à la télévision                   | Journal de Tintin (belge) no 47/61 du 21 novembre 1961                      |  |
| 40              | Monsieur Tric était distrait                    | Journal de Tintin (belge) no 48/61 du 28 novembre 1961                      |  |
| 41              | Monsieur Tric et le ski nautique                | Journal de Tintin (belge) no 18/62 du 1er mai 1962                          |  |
| 42              | Une histoire invisible                          | Journal de Tintin (belge) no 24/62 du 12 juin 1962                          |  |
| 43              | Le coucou                                       | Journal de Tintin (belge) no 36/62 du 4 septembre 1962                      |  |
| 44              | Petite aviation grande science                  | Journal de Tintin (belge) no 50/62 du 11 décembre 1962                      |  |
| 45              | Maison pas à vendre                             | Journal de Tintin (belge) no 47/64 du 26 novembre 1964                      |  |
| 46              | Monsieur Tric et le cheval sauvage              | Journal de Tintin (belge) no 13/65 du 30 mars 1965                          |  |
| 47              | Voiture à vendre                                | Journal de Tintin (belge) no 21/66 du 24 mai 1966                           |  |
| 48              | Le sapin de Laponie                             | Journal de Tintin (belge) no 51/67 du 19 décembre 1967                      |  |
| 49              | Vacances d'hiver                                | Journal de Tintin (belge) no 52/68 du 24 décembre 1968                      |  |
| 50              | Silence !                                       | Journal de Tintin (français) hors série Sélection du 1er février 1969       |  |
| 51              | Tric la jungle                                  | Journal de Tintin (français) hors série Sélection du 1er novembre 1969      |  |
| 52              | La piscine                                      | Journal de Tintin (belge) no 26/77 du 28 juin 1977                          |  |
| 53              | Anniversaire Chick Bill                         | Journal de Tintin (français) no 159 (nouvelle édition) du 26 septembre 1978 |  |
| 54              | Monsieur Tric cascadeur                         | Journal de Tintin (français) hors-série Super 6 du 2 octobre 1979           |  |
| 55              | Sans titre (gag de Weyland)                     | Journal de Tintin (français) no 316 du 29 septembre 1981                    |  |
| 56              | Une course de ballons mouvementée               | Journal de Tintin (français) hors-série Super 21 du 21 juin 1983            |  |

| N° de l'épisode | Titre de l'épisode              | Publication d'origine                                  |  |
| --------------- | ------------------------------- | ------------------------------------------------------ |  |
| 1               | Monsieur Tric inventeur         | Journal de Tintin (belge) no 1/57 du 2 janvier 1957    |  |
| 2               | Monsieur Tric bricoleur         | Journal de Tintin (belge) no 7/57 du 13 février 1957   |  |
| 3               | Monsieur Tric aviateur          | Journal de Tintin (belge) no 21/57 du 22 mai 1957      |  |
| 4               | Monsieur Tric couvreur          | Journal de Tintin (belge) no 29/57 du 17 juillet 1957  |  |
| 5               | Monsieur Tric vedette de cinéma | Journal de Tintin (belge) no 36/57 du 4 septembre 1957 |  |
| 6               | Monsieur Tric part en voyage    | Journal de Tintin (belge) no 45/57 du 6 novembre 1957  |  |
| 7               | Monsieur Tric cultivateur       | Journal de Tintin (belge) no 5/58 du 29 janvier 1958   |  |
| 8               | Monsieur Tric et la tache       | Journal de Tintin (belge) no 23/58 du 4 juin 1958      |  |
| 9               | Monsieur Tric et le canari      | Journal de Tintin (belge) no 34/58 du 20 août 1958     |  |

Certains épisodes sont dessinés en Tintincolor.

## Personnages
- Monsieur Tric, héros de la série ;

- Lecri, metteur en scène ;
- Hector, passager d'un train ;
- Nestor, passager du même train ;
- Hildefonse, jeune fiancé ;
- Stéphanie, fiancée du précédent.

## Publications
- Journal de Tintin (édition belge), 1950 à 1977.
- Journal de Tintin (édition française), 1953 à 1983.
- Les Archives Goscinny Tome I, Vents d'Ouest, 1998 (pour les épisodes scénarisés par Goscinny).
- Cinq albums aux éd. BD Must.

## Albums
1. Monsieur Tric 1, BD Must, 2012, 32 planches ;
2. Monsieur Tric 2, BD Must, 2012, 32 planches ;
3. Monsieur Tric 3, BD Must, 2012, 32 planches ;
4. Monsieur Tric 4, BD Must, 2012, 32 planches  (ISBN 978-2-87535-093-0) ;
5. Monsieur Tric 5, BD Must, 2012, 32 planches  (ISBN 978-2-87535-094-7).

## Sources
- Les Archives Goscinny, Tome I, Vents d'Ouest, 1998.
- Aymer Chatenet (dir.), Olivier Andrieu et al., Le dictionnaire Goscinny, France, JC Lattès, 2003, 1247 p. (ISBN 978-2-7096-2313-1, OCLC 54965020).
- Monsieur Tric dans le Journal Tintin édition belge sur BD oubliées
- Monsieur Tric dans le Journal Tintin édition française sur BD oubliées